# Strang (Textil)

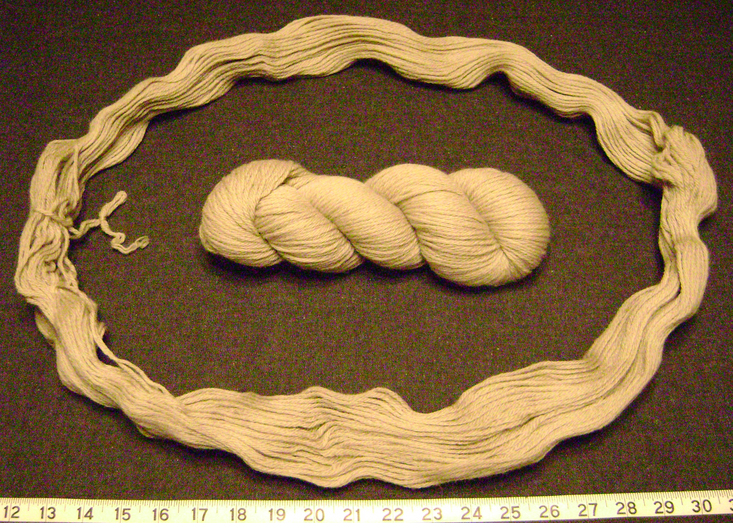
Offener und zusammengedrehter Garnstrang

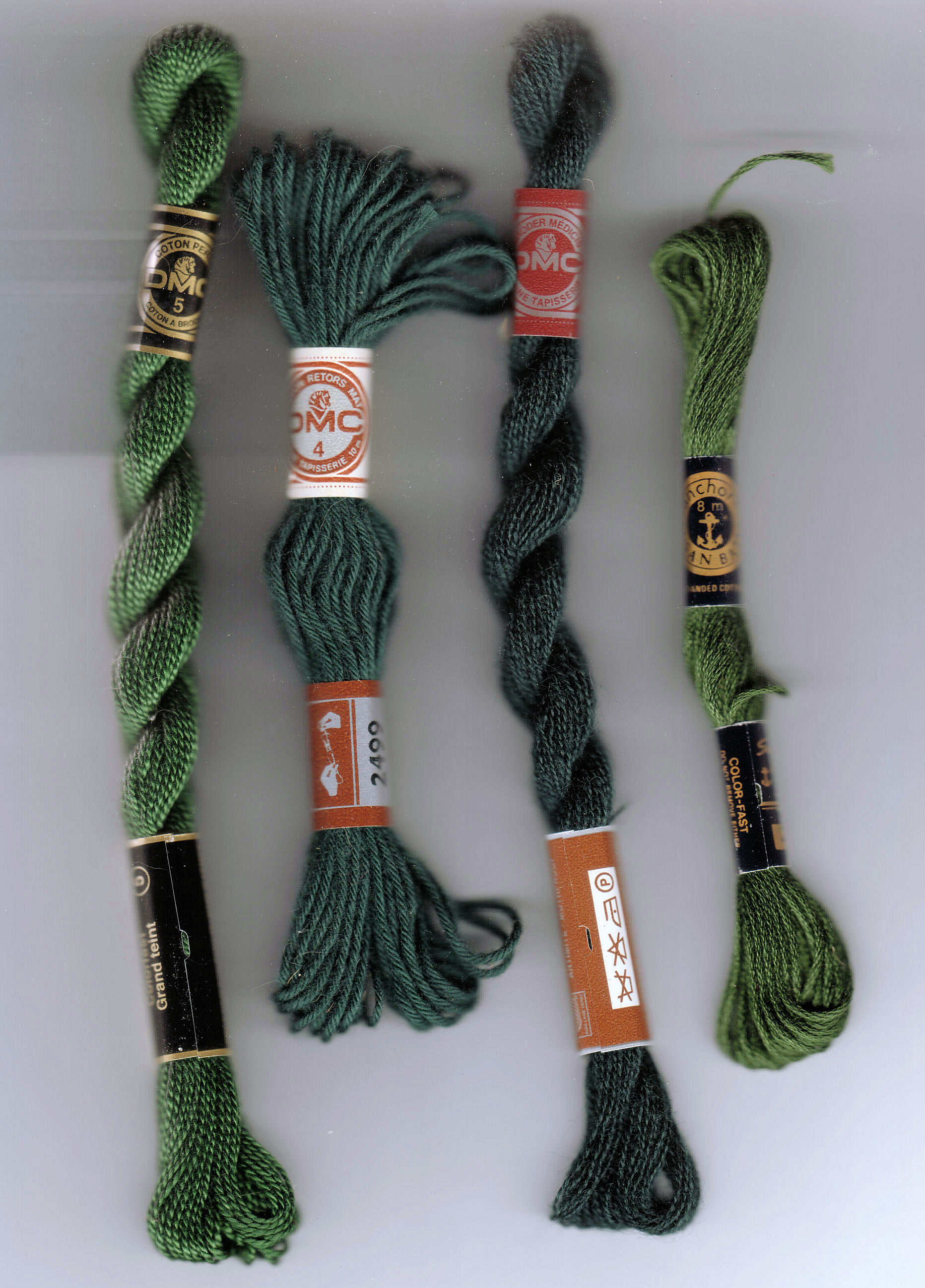
Konfektionierte kleine Stränge oder Docken von Stickgarn

Der Strang, die Strange, die Strähne oder der Schneller besteht aus einer begrenzten Länge von Garn, das spiralförmig in Form einer mehrlagigen Schleife übereinander gewickelt wird. Der übliche Umfang von Strängen oder Strangen beträgt zwischen 1 Meter und 2 Meter.

## Allgemeines
Das Aufwickeln eines Stranges erfolgt meist mit Hilfe einer Haspel, zum Abwickeln benötigt man eine Garnwinde. Um den Strang vor dem Auseinanderfallen zu sichern, ist er an mindestens einer Stelle abgebunden, üblicherweise mehrfach. Im Gegensatz zum Knäuel ist jeder Abschnitt des Fadenbündels sichtbar und kann so auf Materialstärke und Fehler geprüft werden. In der Färberei kann die Textilfarbe so in jedem Bereich des Garnstrangs einwirken.
Zur Lagerung und zum Transport werden Stränge in sich selbst zu einer sogenannten Docke oder Dogge zusammengedreht.

## Handelsware
Als Strang kommen bestimmte Webgarne, insbesondere aus Wolle, vor allem aber Stickgarne in den Handel. Handwebgarne werden meistens in 100-g-Strangen, Stickgarne in ganz kleinen Docken von 10 g hergestellt.

## Maßeinheit
Ein in der Textilindustrie und dem Textilhandwerk bis heute weit verbreitetes Maß für die Garnfeinheit, das den Strang als Grundeinheit benutzt, ist die englische Nummerierung für Baumwolle, Abkürzung NeB. Man geht dabei von einem Strang (englisch hank) aus, bei dem der Faden 560 Mal um eine Haspel mit einem Umfang von 1,37 Metern (1,5 englische yards) herumgewunden wurde und dessen Fadenlänge daher 768 Meter (840 englische yards) beträgt. Die Garnnummer NeB gibt dann an, wie viele solcher Stränge 453,6 Gramm (1 englisches Pfund) wiegen. NeB 20 z. B. bedeutet also, dass 20 Stränge zum Erreichen dieses Gewichtes benötigt werden. Das Garn einer Nummer NeB 20 ist doppelt so fein wie Garn mit NeB 10, das das gleiche Gewicht mit bereits zehn Strängen aufbringt.